# Alessandro Perissinotto
Alessandro Perissinotto (Torino, 20 dicembre 1964) è uno scrittore e traduttore italiano.

## Biografia
Nato a Torino, dopo aver praticato diversi mestieri per mantenersi gli studi, nel 1992 si laurea all'Università degli Studi di Torino in Lettere, tesi in semiotica della fiaba con il professor Gian Paolo Caprettini. Inizia subito a dedicarsi al mondo della multimedialità, alla realizzazione di prodotti didattici, e alla figuratività nelle fiabe, pubblicando, insieme a Gian Paolo Caprettini, il Dizionario della fiaba.
Attualmente è docente universitario a Torino, mentre in precedenza aveva insegnato per alcuni anni a Bergamo.
Ha giocato a calcio nell'Osvaldo Soriano Football Club, la "Nazionale Italiana Scrittori".

### Scritti
Nel 1997 Perissinotto inizia a pubblicare romanzi che ruotano attorno a  tematiche  poliziesche.
Il primo è L'anno che uccisero Rosetta, ambientato negli anni '60 in un piccolo paese delle valli di Lanzo (Piemonte), seguito poco dopo da La canzone di Colombano,  giallo ambientato questa volta in Val di Susa, a Chiomonte, all'inizio del XVI secolo.
Segue Treno 8017, che prende spunto da un incidente ferroviario del 1944, in cui persero la vita oltre 500 persone, che chiude la serie dei racconti storici.  Del 2004 è Al mio giudice, romanzo epistolare contemporaneo in cui i messaggi scambiati tra un presunto omicida latitante e il giudice che gli dà la caccia viaggiano per posta elettronica e in cui l'intrigo riguarda  l'alta finanza, dedita a spericolate transazioni bancarie online; con questo romanzo Perissinotto si aggiudica il Premio Grinzane Cavour (2005) per la Narrativa Italiana.
Nei suoi successivi tre romanzi Una piccola storia ignobile, L'ultima notte bianca e L'orchestra del Titanic, tutti pubblicati da Rizzoli, le indagini sono condotte da un solo e ben delineato personaggio, la psicologa Anna Pavesi, che utilizza la conoscenza della mente per sondare e portare alla luce la banalità di quel male ben connaturato nell'animo umano; in particolare, l'indagine raccontata in L'ultima notte bianca, attraverso la Torino olimpica del 2006, gioiosa e festosa, ma anche frastornata e passiva, permette all'autore di evidenziare i chiaroscuri dell'evento, sottolineando l'esistenza di una periferia abitata da gente operosa, ma esclusa dalla grande festa olimpica e, soprattutto, di una folta popolazione di giovani emarginati che, in mezzo a tante luci e ostentazioni, si trascinano nella miseria, o nella schiavitù della droga e della prostituzione.
Successivamente pubblica nel 2011 Semina il vento, Piemme e Lo sguardo oltre l'orizzonte (scritto su commissione della Banca del Piemonte per celebrarne il centesimo di fondazione). 
Con Le colpe dei padri, Piemme, 2013 si classifica in seconda posizione al Premio Strega. Pubblica poi, nel 2014, Coordinate d'oriente sempre con Piemme. Nel 2017 esce il romanzo: Quello che l'acqua nasconde (Piemme).
Parallelamente, cioè dal 2016, scrive con lo pseudonimo di Arno Saar romanzi polizieschi ambientati in Estonia che hanno per protagonista il detective Marko Kurismaa: Il treno per Tallinn e La neve sotto la neve.
Nel 2019 viene insignito del Premio Internazionale Bottari Lattes Grinzane con Il silenzio della collina, basato sull'omicidio di Maria Teresa Novara.
Nel 2020 pubblica La congregazione (Mondadori), che ha per protagonista una sopravvissuta alla strage del Tempio del popolo a Jonestown in Guyana nel 1978.

### Traduzione
Ha tradotto o curato le traduzioni dei libri polizieschi dello scrittore francese Jean-Christophe Grangé. Dalla trasposizione filmica di uno dei romanzi di Grangé, I fiumi di porpora, Perissinotto ha tratto spunto per i luoghi in cui viene ambientato il finale di Una piccola storia ignobile.

## Opere
- Al mio giudice, 2004. Premio Grinzane Cavour, 2005 - Premio Letterario Chianti, 2006[7]
- Per vendetta, Milano, Rizzoli, 2009.
- Semina il vento, Milano, Piemme, 2011.
- Lo sguardo oltre l'orizzonte, Banca del Piemonte Editore, 2011.
- Le colpe dei padri, Piemme, 2013.
- Coordinate d'oriente, Piemme, 2014.
- (Arno Saar) Il treno per Tallinn, Milano, Mondadori, 2016.
- Quello che l'acqua nasconde, Piemme, 2017.
- (Arno Saar) La neve sotto la neve, Milano, Mondadori, 2017.
- Parigi lato ferrovia, Collana Contromano, Roma-Bari, Laterza, 2018.
- Il silenzio della collina, Milano, Mondadori, 2019.
- La congregazione, Milano, Mondadori, 2020.
- Cena di classe, con Piero D'Ettorre, Milano, Mondadori, 2022.
- La guerra dei Traversa, Collana Scrittori italiani e stranieri, Milano, Mondadori, 2024, ISBN 978-88-047-7164-7.

### I gialli storici
- L'anno che uccisero Rosetta, Palermo, Sellerio, 1997.
- La Canzone di Colombano, Palermo, Sellerio, 2000. Premio Fedeli 2001
- Treno 8017, Palermo, Sellerio, 2003.

### Le indagini di Anna Pavesi
- Una piccola storia ignobile, Milano, Rizzoli, 2006. Premio Camaiore di Letteratura Gialla 2006
- L'ultima notte bianca, Milano, Rizzoli, 2007.
- L'orchestra del Titanic, Milano, Rizzoli, 2008.

### Saggi
- Il testo multimediale, Torino, UTET, 2000.
- Metamorfosi della rete, Bergamo University Press, 2001.
- Come creare corsi on line, con Barbara Bruschi, Roma, Carocci, 2003.
- Gli attrezzi del narratore, Milano, Rizzoli, 2005.
- La società dell'indagine, Milano, Bompiani, 2008.
- Raccontare. Strategie e tecniche dello storytelling, Roma-Bari, Laterza, 2020.